# Luigi Palma di Cesnola

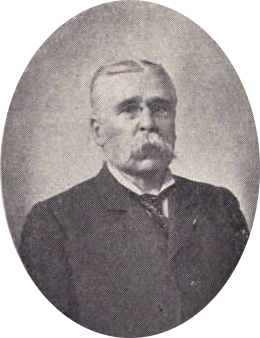
Luigi Palma die Cesnola auf einem zeitgenössischen Foto

Emanuele Pietro Paolo Maria Luigi Palma di Cesnola (* 29. Juli 1832 in Rivarolo Canavese, Piemont; † 18. November 1904 in New York) war italienisch-amerikanischer Offizier, Konsul, Ausgräber oder je nach Sicht Raubgräber, Antikensammler und erster Direktor des Metropolitan Museum of Art.

## Leben
Luigi Palma di Cesnola verließ mit 15 Jahren die Schule und schlug eine militärische Laufbahn ein. Zwischen 1858 und 1860 wanderte er nach Amerika aus, wo er als Soldat am Sezessionskrieg teilnahm. Er kämpfte in der Schlacht von Aldie und geriet verwundet in Gefangenschaft. Für seine Tapferkeit in dieser Schlacht erhielt er später die Medal of Honor. Im Frühjahr 1864 kam er aus dem Libby-Gefängnis frei und nahm an weiteren Kampfhandlungen teil. Bei Kriegsende hatte er den Brevet-Rang eines Brigadegenerals erreicht.
Nach dem Sezessionskrieg erhielt er die amerikanische Staatsbürgerschaft und wurde noch von Präsident Lincoln, wenige Tage vor dessen Ermordung, zum amerikanischen Konsul in Zypern, ernannt. Er machte sich auf die Reise und sei dann „am Weihnachtstage 1865 nach einer stürmischen fünfzehntägigen Reise aus Ancona“ in Larnaka angekommen, wie er in seinen Memoiren berichtet. Auf Zypern ließ er sich für die nächsten Jahre mit seiner Familie nieder; sein Bruder Alessandro Palma di Cesnola wurde Vizekonsul in Paphos. Durch andere europäische Diplomaten angeregt, begann Palma di Cesnola, systematisch nach Altertümern zu graben. Aus dem Jahr 1866 sind seine ersten Aktivitäten auf diesem Gebiet belegt. Schnell erkannte Palma di Cesnola die Gewinnmöglichkeiten, die dieses Hobby mit sich brachte.
In der Folgezeit intensivierte er diese Ausgrabungen, die ihn und seinen Bruder innerhalb der nächsten elf Jahre zu den größten Ausgräbern auf Zypern machten. Sein anerkanntes Vorbild war Heinrich Schliemann. In dieser Zeit grub er – ohne jede wissenschaftliche Erfassung der geborgenen Objekte und ohne Genehmigung – 16 antike Königsstädte, 15 Tempel und 65 Nekropolen mit insgesamt 60.932 Gräbern aus und baute sich so eine bedeutende Sammlung aus 35.573 Einzelobjekten auf, die alle Bereiche der antiken zypriotischen Kunst umfasste. 1872 begann er, seine Sammlung ins Ausland zu schaffen, um sie an die großen europäischen Museen zu verkaufen. Unerwartet machte ihm jedoch die Osmanische Regierung der Insel Schwierigkeiten und belegte seine Sammlung mit einem Exportverbot. Nur weil Palma di Cesnola gleichzeitig auch Konsul des russischen Zarenreiches war, konnte er die Objekte doch ausführen. Auf einer großen Reise durch die Metropolen Europas bot er seine Objekte den dortigen großen Museen an und verkaufte Objekte nach Athen, Berlin, Cambridge, London, München, Perugia und Turin. Da ihm diese Einzelverkäufe zu aufwendig waren, versuchte er die Sammlung im Ganzen zu veräußern und holte weltweit mehrere Angebote ein. Überraschend machte ihm das neu gegründete Metropolitan Museum of Art in New York das lukrativste Angebot, so dass er den Großteil seiner Sammlung nach Amerika verschiffen ließ. Ende 1873 kehrte er nach Zypern zurück, wo er bis 1876 blieb. Dann kehrte er endgültig nach Amerika zurück. In seinem Gepäck befanden sich 7.000 antike Altertümer, die abermals vom Metropolitan Museum angekauft wurden. 1879 übertrug ihm das Museum den Posten des Museumsdirektors, den er bis zu seinem Tode im Jahr 1904 innehatte. Die American Academy of Arts and Sciences wählte ihn 1881 zu ihrem Mitglied.

## Palma di Cesnola in der Wertung der Fachwelt
Schon zu Lebzeiten war Palma di Cesnola scharfen Vorwürfen renommierter Archäologen ausgesetzt. Man warf ihm vor, seine Grabungen nur des Geldes wegen durchgeführt zu haben, so dass der wissenschaftlichen Forschung großer Schaden zugefügt worden sei. Um seinen Kunden möglichst intakte Objekte anbieten zu können, ließ er Objekte aus mehreren, oftmals nicht zusammengehörigen Fundstücken zusammensetzen. Darüber hinaus fälschte er Angaben zu Fundorten, so dass diese heute nicht mehr zugeordnet werden können. Er stellte eine Reihe von Fundstücken in seiner scheinwissenschaftlichen Publikation zusammen, die angeblich einer Fundstätte entstammten, die jedoch ein Sammelsurium von geraubten Stücken verschiedener Provenienz darstellten. In seiner Geschichte der amerikanischen Archäologie auf Zypern beschreibt Thomas W. Davis “Cesnola's shameless looting of Cypriot antiquities”, die heute noch die Stellung der amerikanischen Archäologie auf der Insel belaste.

## Schriften
- Cypern. Seine alten Städte, Gräber und Tempel. Bericht über zehnjährige Forschungen und Ausgrabungen auf der Insel. Autorisierte deutsche Bearbeitung von Ludwig Stern. Mit einleitendem Vorwort von Georg Ebers, Jena 1879 (Google)